# Joan Solé i Rovira
Joan Solé i Rovira   (Moja, 21 d'abril de 1965) és un ex-pilot català de trial, esport en què destacà competint-hi primer en bicicleta i després en motocicleta. A començaments de la dècada de 1980 fou un dels pioners de l'aleshores anomenat trialsín -l'actual biketrial-, esdevenint-ne un dels millors especialistes internacionals i arribant a guanyar-ne la Copa d'Europa en categoria Experts el 1984. Un any després es va passar al trial amb motocicleta (un fet freqüent entre els pilots de renom d'aquell temps) i s'hi mantingué en actiu durant més de 20 anys, assolint-hi també diversos èxits.
Considerat un dels grans de la història del trialsín, la seva carrera en aquest esport coincidí amb les d'altres campions nascuts també al Penedès, com ara Carles Montaner, Joan Solé Prats, Òscar Bujaldón i Ricard Sans.

## Trajectòria esportiva
Fill de Joan i Isabel, Joan Solé i Rovira debutà en l'aleshores incipient bicitrial en una prova organitzada a Sant Feliu de Codines, el dos de març de 1980. Al llarg de la seva etapa en aquesta modalitat, que durà fins al 1985, va recórrer diversos països tot competint i fent de monitor en cursets de pilotatge (n'impartí més de 30), contribuint a promocionar el trialsín arreu d'Europa i especialment a Viena, Àustria.
És recordat com el gentleman del trialsín per la seva cavallerositat, a banda de per la seva conducció inconfusible, caracteritzada per una elegància especial. Tant és així que a Monty li varen fer un manillar especial adaptat a la seva manera de conduir, el qual batejaren amb el nom de "palmera".
El seu debut amb la moto fou a Esparreguera, el gener de 1984, tot i que no s'hi dedicà plenament fins al 1985. En total, Solé va prendre part en 691 competicions esportives durant la seva carrera, entre la bicicleta i la moto.

## Palmarès

### Trialsín
| Any          | Categoria    | C. d'Europa | C. d'Esp. | C. de Cat. | Títols |
| ------------ | ------------ | ----------- | --------- | ---------- | ------ |
| 1981         | Cadet        | -           | 1r        | 1r         | 2      |
| 1982         | Cadet        | 2n Juvenil  | 1r        | 1r         | 2      |
| 1983         | Juvenil      | 3r          | 2n        |            | -      |
| 1984         | Expert       | 1r          | 1r        |            | 2      |
| Total títols | Total títols | 1           | 3         | 2          | 6      |

1. ↑  Al total de títols s'hi compten tots els campionats nacionals, estatals o internacionals guanyats

A banda dels títols aconseguits, assolí diverses fites amb la bicicleta, com ara:
- Guanyador absolut dels Dos Dies de Sant Feliu de Codines (1984)
- Rècord Guinness de salt de longitud sense rampa: 5,50 metres (aconseguit per a la TV alemanya a Montjuïc, cap a 1983)

### Trial
| Any          | Motocicleta  | Campionat d'Espanya | Campionat d'Espanya | C. de Cat. Veterans | Títols |
| Any          | Motocicleta  | Sènior C            | Veterans            | C. de Cat. Veterans | Títols |
| ------------ | ------------ | ------------------- | ------------------- | ------------------- | ------ |
| 1991         | Beta         | 1r                  | -                   |                     | 1      |
| 1992         | Montesa      | 1r                  | -                   |                     | 1      |
| 1993         | Beta         | 1r                  | -                   |                     | 1      |
| 1994         | ?            | 2n                  | -                   |                     | -      |
| 1995         | ?            | 3r                  | -                   |                     | -      |
| 1996         | Beta         | 3r                  | -                   |                     | -      |
| 1997         | Montesa      | -                   | 1r                  |                     | 1      |
| 1998         | Montesa      | -                   | 1r                  | 1r                  | 2      |
| 1999         | ?            | -                   | 2n                  |                     | -      |
| 2000         | ?            | -                   | 2n                  | 2n                  | -      |
| 2001         | ?            | -                   | 2n                  | 2n                  | -      |
| 2002         | ?            | -                   | 2n                  | 2n                  | -      |
| 2003         | ?            | -                   | ?                   |                     | -      |
| 2004         | ?            | -                   | ?                   |                     | -      |
| 2005         | Gas Gas      | -                   | 1r                  |                     | 1      |
| 2006         | Gas Gas      | -                   | 1r                  |                     | 1      |
| Total títols | Total títols | 3                   | 4                   | 1                   | 8      |

1. ↑  Al total de títols s'hi compten tots els campionats nacionals o estatals guanyats

A banda dels títols aconseguits, assolí diverses fites amb la motocicleta, d'entre les quals cal destacar-ne la victòria absoluta als Tres Dies dels Cingles de 1996.